# Liste der Baudenkmäler in Weilersbach (Oberfranken)
Auf dieser Seite sind die Baudenkmäler in der oberfränkischen Gemeinde Weilersbach zusammengestellt. Diese Tabelle ist eine Teilliste der Liste der Baudenkmäler in Bayern. Grundlage ist die Bayerische Denkmalliste, die auf Basis des Bayerischen Denkmalschutzgesetzes vom 1. Oktober 1973 erstmals erstellt wurde und seither durch das Bayerische Landesamt für Denkmalpflege geführt wird. Die folgenden Angaben ersetzen nicht die rechtsverbindliche Auskunft der Denkmalschutzbehörde.

## Baudenkmäler nach Ortsteilen

### Ehrlersheim
| Lage                                                 | Objekt    | Beschreibung | Akten-Nr.     | Bild |
| ---------------------------------------------------- | --------- | --- | ------------- | ---- |
| Bamberger Straße 24; Rosengasse. Wegkreuz (Standort) | Holzkreuz | Kreuz mit polychrom gefasstem, hölzernen Kruzifix im Dreinageltypus, mit Rückwand und gerundeter Blechbedachung, wohl Anfang 20. Jahrhundert | D-4-74-171-50 | BW   |

### Mittlerweilersbach
| Lage                                                        | Objekt                                         | Beschreibung | Akten-Nr.     | Bild           |
| ----------------------------------------------------------- | ---------------------------------------------- | --- | ------------- | -------------- |
| Dorsing (Standort)                                          | Sockel eines Flurdenkmals                      | Sandstein, Anfang 19. Jahrhundert eiserne Inschriftplatte und Kruzifix Ende 20. Jahrhundert; „auf der Wolmplatte“, Hohe Straße                                                       | D-4-74-171-28 | BW             |
| Hauptstraße 30 (Standort)                                   | Marter                                         | Fragment, leicht gebauchte Säule, Wappenschilde, Rosettengiebeln, Sandstein, 18. Jahrhundert, Hinterglasbilder 1986; am Weilersbach bei Hauptstraße 30                               | D-4-74-171-29 | BW             |
| Hauptstraße 58 (Standort)                                   | Fachwerkstadel                                 | Satteldach und Klebdächer, 18. Jahrhundert | D-4-74-171-10 | BW             |
| Hauptstraße 71 (Standort)                                   | Bauernhaus                                     | Eingeschossiger Massivbau mit Satteldach und Zwerchhaus, Fachwerkgiebel, 18. Jahrhundert                                                                                             | D-4-74-171-11 | BW             |
| Hauptstraße 71 (Standort)                                   | Wegkreuz                                       | Holzkreuz mit polychrom gefasstem, hölzernen Kruzifix im Dreinageltypus, mit Rückwand und gerundeter Blechbedachung, wohl Ende 19. Jahrhundert                                       | D-4-74-171-51 | BW             |
| Hauptstraße 79 (Standort)                                   | Fachwerkstadel                                 | Satteldach mit Fußwalm, 18. Jahrhundert | D-4-74-171-14 | BW             |
| Nähe Hauptstraße (Standort)                                 | Katholische Kapelle St. Mariä Schmerzensmutter | Mittlererweilersbach, kleiner Saalbau mit Flachsatteldach, Giebelreiter, Sandsteinquader, schlicht neuromanisch, bezeichnet 1874; mit Ausstattung                                    | D-4-74-171-12 | BW             |
| Nähe Weißenbacher Straße (Standort)                         | Fachwerkstadel                                 | Giebelständig, Satteldach, Giebel verbrettert mit Klebdach und Fußwalm sowie Ladeerker, 18. Jahrhundert; ehemals zum nicht mehr existierenden Gebäude Weißenbacher Straße 8 gehörend | D-4-74-171-19 | BW             |
| Schloßplatz 4; Schloßplatz 6 (Standort)                     | Ehemaliges Judenhaus                           | Doppelhaus, zweigeschossiger Satteldachbau, Fachwerk verputzt, 18./19. Jahrhundert                                                                                                   | D-4-74-171-43 | BW             |
| Schloßplatz 7; Schloßplatz 9 (Standort)                     | Ehemaliges jüdisches Wohnhaus                  | Doppelhaus, zweigeschossiger Mansardwalmdachbau, wohl massiv verputzt, Mikwe, 18./19. Jahrhundert                                                                                    | D-4-74-171-42 | BW             |
| Schloßplatz 8 (Standort)                                    | Ehemaliges jüdisches Wohnhaus                  | Zweigeschossiges Satteldachhaus, massives Erdgeschoss, Obergeschoss mit freiliegendem Fachwerk, 18. Jahrhundert                                                                      | D-4-74-171-17 | BW             |
| Weißenbacher Straße 1 (Standort)                            | Hauskreuz                                      | Gefasste Holzfigur, 19. Jahrhundert | D-4-74-171-18 | BW             |
| Weißenbacher Straße 9 (Standort)                            | Hauskreuz                                      | Holz, gefasst, 19. Jahrhundert | D-4-74-171-20 | BW             |
| Weißenbacher Straße 10; Nähe Weißenbacher Straße (Standort) | Fachwerkstadel                                 | Zugehörig giebelständiger Fachwerkstadel, Satteldach mit Fußwalm, Klebdach und Ladeerker, 17./18. Jahrhundert; gegenüber Backhaus, massiv, verputzt, Satteldach, 18. Jahrhundert     | D-4-74-171-21 | Fachwerkstadel |

### Oberndorf
| Lage                               | Objekt | Beschreibung                                                              | Akten-Nr.     | Bild |
| ---------------------------------- | ------ | ------------------------------------------------------------------------- | ------------- | ---- |
| Bei Tannenwaldstraße 20 (Standort) | Marter | Gebauchte ionische Säule, Rosettengiebel, Sandstein, Ende 17. Jahrhundert | D-4-74-171-30 | BW   |

### Oberweilersbach
| Lage                                               | Objekt                | Beschreibung | Akten-Nr.     | Bild |
| -------------------------------------------------- | --------------------- | --- | ------------- | ---- |
| Am Fräuleinsgarten; Weißenbacher Straße (Standort) | Wegkreuz              | Holzkreuz mit polychrom gefasstem, hölzernen Kruzifix im Dreinageltypus, mit Rückwand und Giebelbedachung, wohl Ende 19. Jahrhundert | D-4-74-171-48 | BW   |
| Grundstück Weißenbacher Straße 46 (Standort)       | Backhaus              | Zu Weißenbacher Straße 46 gehörendes Backhaus, massiv, Satteldach, 18./19. Jahrhundert                                               | D-4-74-171-23 | BW   |
| Reifenberger Weg 1, im Garten (Standort)           | Fragment einer Marter | Rosettengiebel, Sandstein, Ende 17. Jahrhundert, modern ergänzt                                                                      | D-4-74-171-16 | BW   |
| Oberhalb Weißenbacher Straße 33 (Standort)         | Wegkreuz              | Holzkreuz mit Korpus, 19. Jahrhundert                                                                                                | D-4-74-171-22 | BW   |
| Weißenbacher Straße 43 (Standort)                  | Wegkreuz              | Holzkreuz mit polychrom gefasstem, hölzernen Kruzifix im Dreinageltypus, 19. Jahrhundert, Rückwand, Bedachung und Kreuzfuß erneuert  | D-4-74-171-49 | BW   |

### Reifenberg
| Lage                                                                            | Objekt                                | Beschreibung | Akten-Nr.     | Bild           |
| ------------------------------------------------------------------------------- | ------------------------------------- | --- | ------------- | -------------- |
| Im Ansbach (Standort)                                                           | Marter                                | Gebauchte Sandsteinsäule, Rundgiebel mit eingeschriebenen Wappenschilden, Ende 17. Jahrhundert                                                                     | D-4-74-171-38 | BW             |
| Am Graben zwischen Stiebarscheiberling und Zöberleinswiesen (Standort)          | Kreuzstein                            | Sandstein, wohl 18. Jahrhundert | D-4-74-171-39 | BW             |
| In der Leite (Standort)                                                         | Katholische Filialkirche St. Nikolaus | Chorturmkirche, Massivbau verputzt, Langhaus mit Satteldach 1607–13, Erweiterung 1705, Turm mit Zwiebelhaube 1788; mit Ausstattung Friedhofskreuz, Sandstein, 1893 | D-4-74-171-31 | weitere Bilder |
| In Reifenberg, bei Haus Nummer 41 (Standort)                                    | Wegkapelle                            | Dreiseitig geschlossener Massivbau, Satteldach, neugotisch, bezeichnet „1906“; mit Ausstattung                                                                     | D-4-74-171-32 | BW             |
| Reifenberg vor Haus Nummer 22 (Standort)                                        | Hochkreuz                             | Holz, neugotisch, bezeichnet „1897“ | D-4-74-171-40 | BW             |
| Reifenberg 26 (Standort)                                                        | Scheune                               | Satteldachbau mit Fußwalm und Klebdach, Fachwerk und Naturstein, 17./18. Jahrhundert                                                                               | D-4-74-171-47 | BW             |
| Reifenberg 37 (Standort)                                                        | Wegkreuz                              | Holzkreuz mit hölzernem, polychrom gefassten Kruzifix im Viernageltypus, mit gerundeter Bedachung, wohl 19. Jahrhundert                                            | D-4-74-171-55 | BW             |
| Reifenberg bei Haus Nummer 83 (Standort)                                        | Marter                                | Sandsteinsäule, am Kämpfer Wappenschilde, um 1700 | D-4-74-171-33 | BW             |
| Ehemals in der Blöße, versetzt nach Aussiedlerhof Reifenberg Nr. 100 (Standort) | Kreuzschlepper                        | Sandsteinfigur auf hohem Sockel, 18. Jahrhundert | D-4-74-171-35 | BW             |

### Unterweilersbach
| Lage | Objekt                                | Beschreibung | Akten-Nr.     | Bild           |
| --- | ------------------------------------- | --- | ------------- | -------------- |
| Annaberg 13 (Standort) | Katholisches Pfarrhaus                | zweigeschossiger Sandsteinquaderbau, Walmdach, 1851 | D-4-74-171-1  | weitere Bilder |
| Annaberg 15 (Standort) | Katholische Wallfahrtskirche St. Anna | Sandsteinquaderbau, Turm mit Spitzhelm im Kern mittelalterlich, Langhaus mit Satteldach, Saalbau mit angedeutetem Querhaus, Altarraum und Sakristei, im Kern Bau des 13. und 17. Jahrhunderts, 1868/69 neuromanisch umgebaut; mit Ausstattung Fünf barocke Kreuzwegstationen, Sandstein, von Josef Sem, um 1760 | D-4-74-171-2  | weitere Bilder |
| Annaberg 15, ehemals am alten Kirchenweg von Weilersbach nach Kirchehrenbach, 1985 in die Nähe des Pfarrhauses, 2003 an die heutige Stelle bei der Kirche versetzt (Standort) | Sockel eines Flurdenkmals             | Sandstein, bezeichnet „1746“ | D-4-74-171-27 | BW             |
| Annaberg 15 (Standort) | Missionskreuz                         | Kruzifix, polychrom gefasster Korpus im Dreinageltypus, wohl Ende 19. Jahrhundert, Kreuzstamm modern | D-4-74-171-53 | BW             |
| Anna-Leite 42; Nähe Annaberg (Standort) | Wegkreuz                              | Holzkruzifix mit polychrom gefasstem, hölzernen Kruzifix im Viernageltypus, mit Rückwand und Giebelbedachung, Ende 19./Anfang 20. Jahrhundert | D-4-74-171-52 | BW             |
| Im St.-Anna-Schlag am Waldweg hinter dem Kindergarten (Standort) | Marter                                | Fragment, Sandstein, zweite Hälfte 17. Jahrhundert, 1986 ergänzt | D-4-74-171-26 | BW             |
| Ebermannstädter Straße 6 (Standort) | Bauernhaus                            | Giebelständiger erdgeschossiger Satteldachbau, Sichtfachwerk, Klebdächer, 18. Jahrhundert | D-4-74-171-3  | BW             |
| Forchheimer Straße 23 (Standort) | Wegkreuz                              | Holzkreuz mit Korpus, am Sockel Dreifaltigkeitsrelief unter Muttergottesfigur, seitlich Engel, neugotisch, zweite Hälfte 19. Jahrhundert; vor Forchheimer Straße 23 | D-4-74-171-4  | BW             |
| Vor Forchheimer Straße 36 (Standort) | Wegkreuz                              | Holzkreuz mit gefasstem Korpus, 19. Jahrhundert | D-4-74-171-6  | BW             |
| Hauptstraße 2 (Standort) | Fachwerkstadel                        | Fachwerkbau mit Satteldach und Klebdach, 18. Jahrhundert | D-4-74-171-7  | BW             |
| Hauptstraße 7 (Standort) | Fachwerkstadel                        | Giebelständig mit Satteldach, Natursteinsockel, 18. Jahrhundert | D-4-74-171-8  | BW             |
| Hohe Straße, vor Hauptstraße 28 (Standort) | Standbild heiliger Johann Nepomuk     | Sandstein, bezeichnet „1931“ vor Hauptstraße 28 | D-4-74-171-9  | BW             |
| Kapellenstraße im untern langen Eylein (Standort) | Marter                                | Gebauchte Sandsteinsäule, vierseitiger Bildträger, zweite Hälfte 17. Jahrhundert Reliefs 1985 | D-4-74-171-25 | BW             |
| Josefstraße 6 (Standort) | Fachwerkstadel                        | Mit Satteldach und Klebdächern, 18. Jahrhundert | D-4-74-171-15 | BW             |
| Sankt-Anna-Garten (Standort) | Gedenkstein                           | Inschriftsockel mit schmalerem, vierseitig von Giebeln bekröntem Aufsatz, Sandstein, 1835 | D-4-74-171-44 | BW             |

## Ehemalige Baudenkmäler
In diesem Abschnitt sind Objekte aufgeführt, die früher einmal in der Denkmalliste eingetragen waren, jetzt aber nicht mehr. Objekte, die in anderem Zusammenhang also z. B. als Teil eines Baudenkmals weiter eingetragen sind, sollen hier nicht aufgeführt werden. Aktennummern in diesem Abschnitt sind ehemalige, jetzt nicht mehr gültige Aktennummern.

| Lage                                               | Objekt                        | Beschreibung                                                          | Akten-Nr.     | Bild |
| -------------------------------------------------- | ----------------------------- | --------------------------------------------------------------------- | ------------- | ---- |
| In Mittlerweilersbach; Nähe Hauptstraße (Standort) | Fachwerkstadel                | Satteldach mit Fußwalm und Klebdach, 18. Jahrhundert                  | D-4-74-171-13 | BW   |
| Schloßgasse 7 (Standort)                           | Ehemaliges jüdisches Wohnhaus | Eingeschossiges traufständiges Fachwerkhaus mit Satteldach, nach 1763 | D-4-74-171-46 | BW   |